# 吴先恩
吴先恩（1907年8月30日—1987年11月1日），湖北省黄安县紫云区三乡二村四角槽门村（今属河南省新县）人，中国人民解放军中将，中华人民共和国军事人物。

## 生平

### 早期生涯
自幼家境贫寒。1926年秋，吴先恩在鄂豫边区党组织负责人吴焕先启发下参加革命，任农民协会宣传委员。1927年初，为帮助贫雇农过年，组织“年关借粮”斗争。四一二事变后，任农民自卫队小队长。参加了黄麻起义，在守城战斗中身负重伤。年底，国民革命军进驻箭厂河，吴先恩一家6口人惨遭杀害。吴先恩随后联络失散的同志，组成游击队，坚持斗争。
1929年5月，加入中国共产党。1932年7月，任红四方面军经理部军需处处长兼前方办事处主任。10月，随红四方面军主力西征川陕，尽管红军历大仗恶仗，吴先恩负责保管运输的6万多块大洋和2000多两黄金等钱物分文未失。1933年10月，参与反击刘湘的六路围攻战役中，保障前方给养。1935年5月，红四方面军开始长征，为保障部队后勤供给，吴先恩受命组建红四方面军总兵站，统筹解决粮食物资、转运伤员、管理枪支弹药等。他和红四方面军总政治部主任张琴秋、三十三军军长王维舟组成代表团，与当地喇嘛、头人、土司谈判，宣传政策，为部队筹集青稞和牲口。红一方面军、红四方面军会师后，朱德、林伯渠给予高度评价。1936年5月，为迎接红二、红六军团北上，他筹集大批粮食交。长征结束后，任红九军供给部部长。同年10月，被编入西路军西征。西路军失败后，他转战河西走廊，艰险返回延安。后经朱德介绍，入抗大学习。

### 抗日战争
抗日战争时期，吴先恩任八路军129师三八五旅供给处军需员，后调任抗大第七队队务主任、抗大第二分校供给部主任、晋察冀军区第四分区供给处处长、晋察冀军区供给部部长、政治委员，参加百团大战。

### 第二次国共内战
第二次国共内战期间，任晋察冀军区后勤部副司令员、华北军区后勤部参谋长等职。参与组织集宁战役、平绥战役、清风店战役、石家庄战役的后勤保障工作。1949年5月，任湖北军区后勤部部长。

### 共和国成立后
中华人民共和国成立后，转业到地方工作，1950年8月起，任湖北省财政委员会副主任兼财政厅厅长。1952年秋，朝鲜战争后，重返部队，任志愿军后方勤务部第一副司令员，参加了1953年夏季反击战役、金城战役，组织协调解决道路维修、车辆调遣、物资装卸等问题。1954年，归国人解放军政治学院学习。1955年，任北京军区后勤部部长。同年授予中将军衔，荣获一级八一勋章、一级独立自由勋章、一级解放勋章。1961年12月，任北京军区副司令员兼后勤部部长。1975年10月，任北京军区顾问组组长。1982年按大军区正职待遇离休。
1987年11月1日，在解放军总医院病逝。骨灰安葬于鄂豫皖苏区首府革命烈士陵园。

## 家庭
吴先恩的第一任妻子是林月琴，曾任红四方面军后勤供给部妇女工兵营营长，两人参加长征。1936年，调任中共中央妇女部工作。1937年5月，因谣传西路军覆灭、吴先恩阵亡，林月琴与时任军委后方政治部主任的罗荣桓相识并结婚；然而恰逢吴先恩经九死一生后回到了延安。因此事牵连红一方面军、红四方面军高级将领，林月琴陷入尴尬，毛泽东亲自调停下，两人和平分开。吴先恩后娶抗大女学员沙坚为妻。